# Пертоза
Перто̀за (на италиански: Pertosa) е село и община в Южна Италия, провинция Салерно, регион Кампания. Разположено е на 310 m надморска височина. Населението на общината е 714 души (към 2010 г.).